# Marino Fútbol Club

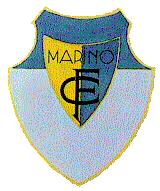
Escudo del Marino Fútbol Club en su diseño fundacional

El Marino Fútbol Club o Marino Football Club es una asociación cultural y deportiva de la isla de Gran Canaria, Canarias, España. Como club de fútbol participó en diversas competiciones hasta 1949, año de su desaparición. Obtuvo numerosos torneos y campeonatos de Canarias. Su principal aportación a la historia del fútbol canario fue la constitución de la Unión Deportiva Las Palmas, a través de su fusión en 1949 junto a otros importantes clubes de fútbol insulares de la época: el Real Club Victoria, el Arenas Club, el Atlético Club y el Club Deportivo Gran Canaria.

## Historia
El club se fundó en la ciudad de Las Palmas de Gran Canaria el 12 de mayo de 1905 por Eusebio Santana Torres y otros grancanarios del barrio capitalino de Triana.
Ganador en varias ocasiones del título de Campeón de Canarias, sus colores azul y blanco los vistieron importantes futbolistas que posteriormente destacaron en la Liga Española. Algunos de ellos, como Machín, Paco Campos o Luis Molowny, llegaron a actuar con la selección española.
En los primeros años del siglo XX, luego de haber sido introducido el «deporte rey» en el archipiélago canario por los británicos a finales del siglo XIX —al igual que en el resto de España—, después de un entusiasta principio sufriría una gran crisis en 1917 como consecuencia del estallido de la Primera Guerra Mundial. Todos los equipos que existían hasta el momento desaparecieron y no hubo prácticamente actividad futbolística hasta 1922, año en que los marinistas encabezados por Eliseo Ojeda y otros deportistas del Puerto de La Luz, como Pepe Gonçalvez, reorganizaron los equipos y volvieron a la actividad deportiva.
Se considera la Copa Lucana de 1922 como el punto de partida del fútbol en Canarias. Este histórico trofeo se conserva todavía en las vitrinas del club marinista. El Marino F.C. fue reconocido como un «ídolo popular», pues se le concedió este honor mediante votación en el año 1925. Bajo la presidencia de Eufemiano Fuentes Díaz, quien a la postre lo sería de la Unión Deportiva Las Palmas en 1950, se construyó el Estadio de Las Palmas en 1944.
Existía una intensa rivalidad entre el Marino F.C. y el Real Club Victoria. La afición futbolística grancanaria permanecía dividida entre ambos equipos. Es desde la construcción de su estadio y hasta 1949 cuando se va a ir describiendo una historia de grandes derbis.

### La Unión Deportiva Las Palmas
En 1949, se fusionó con los clubes Real Club Victoria, Arenas Club, Atlético Club y el Club Deportivo Gran Canaria, para crear el 22 de agosto de ese mismo año a la Unión Deportiva Las Palmas, desde entonces el principal y más importante club en la isla, cediendo a sus jugadores y su campo de juego, el Estadio de Las Palmas, rebautizado para su inauguración el 25 de diciembre de 1949 como «Estadio Insular», actualmente reconvertido en parque público municipal para ocio y esparcimiento.
Tras la fusión e integración en la Unión Deportiva Las Palmas, cesaría en su actividad futbolística. En el escudo de la actual «Unión Deportiva Las Palmas, Sociedad Anónima Deportiva» figura el originario escudo del Marino F.C. junto a los del resto de clubes fusionados.

## Palmarés
- Campeonato Regional de Canarias (7): 1917, 1923, 1929, 1943, 1945, 1946 y 1948.[2]
  - Subcampeonato Regional de Canarias (2): 1914 y 1915
- Subcampeón de Liga interregional (3): 1943, 1944 y 1946

Fue el segundo equipo de Canarias en cuanto a títulos, aunque el primero en cuanto a seguidores (por eso lo de "popular"). Su trayectoria fue muchísimo más regular que la de su eterno rival, también de la ciudad capitalina de Las Palmas de Gran Canaria, el RC Victoria, ya que éste puede que ganara más títulos y fuese el primer equipo de Canarias, pero su irregularidad le podía llevar de hacer triplete (Liga Insular, Copa Canarias y Liga Interregional) a jugarse al año siguiente el descenso de categoría en una promoción (aunque nunca se consumó su descenso pues resolvía las eliminatorias favorablemente). Esto no ocurrió con el Marino FC, puesto que siempre mostró una asombrosa regularidad que le llevó a ser, la mayoría de las veces, campeón o subcampeón de la Liga Insular (pocas veces fue menos que segundo), y siempre fue un serio aspirante a los títulos en las competiciones que disputaba, ya fuera la Liga Insular, la Copa de Canarias o la Liga Interregional. En esta última competición, que nunca pudo ganarla, fue el equipo con más subcampeonatos y estuvo muchas veces cerca de alcanzar el título, como en una ocasión que quedó empatado a puntos con el C. D. Tenerife (a la postre, campeón) por la diferencia de goles.
Tanto el primer equipo de Canarias (RC Victoria) como el segundo equipo de Canarias (Marino FC) en cuanto a títulos regionales, cedieron el testigo a la U. D. Las Palmas junto a otros 3 clubes, fusionándose entre ellos para dar lugar al representante grancanario por excelencia en el fútbol español.